# Saller
Saller är ett tyskt företag som tillverkar sportutrustning.
Saller leds av Richard Saller och har sedan 1972 sålt sportutrustning under namnet Saller. Företaget är specialiserat inom postorder. Saller marknadsför sig bland annat genom sponsorkontrakt med DSC Arminia Bielefeld och 1. FC Union Berlin. Företaget har även en fotbollsskola.